# 卢炜昌
盧煒昌（1883年—1943年），廣東香山人。精武体育会創建人之一。上海漢堡黎英文書院畢業。最早曾任職礼和洋行文员，后任新瑞祥五金号经理，故而認識陳公哲。

## 生平
宣统三年（1911年）与陈公哲、姚蟾伯等重建精武体操会。民国5年（1916年）筹建精武会新校舍。曾任该会会计，座办，書記等職務。
民国13年（1924年）5月，第三届全国运动会在武昌举行，7月4日，中華教育改進社在南京開會，盧煒昌为董事，及名誉会计。后该会正式定名为中華全國体育協進會。
1929年－1931年在上海涉（通緝共產黨員）馮少山案。
1933年，为全國武術大會發起人，同年任精武附设体育师范学校校长。中华体育协会筹备委员。此后，一直主持上海精武体育会工作。
民国25年（1936年）因参加李济深、李宗仁發動的两廣事變，受到牵连。民国27年（1938年）被控诉侵吞精武会公款两萬元，被判入狱。民国32年（1943年）死于桂林狱中。

## 著作
《少林宗法》、《少林拳術圖論》等。